# Покровське (Тербунський район)
Покровське (рос. Покровское) — село у Тербунському районі Липецької області Російської Федерації.
Населення становить 440  осіб. Належить до муніципального утворення Покровська сільрада.

## Історія
З 13 червня 1934 до 1935 року у складі Воронезької області, 1935-1954 — Курської області. Відтак входить до складу Липецької області.
Згідно із законом від 2 липня 2004 року №114-оз органом місцевого самоврядування є Покровська сільрада.

## Населення
| 2009 | 2010 |
| ---- | ---- |
| 464  | ↘440 |

## Люди, пов'язані із селом
Воронов, Олексій Миколайович (02.10.1923 — 26.01.2021) — радянський військовий, учасник війни із фашизмом (1941-1945 рр.), один з небагатьох воїнів, нагороджених медаллю «За відвагу».